# Jászfényszaru
Jászfényszaru é uma cidade da Hungria, situada no condado de Jász-Nagykun-Szolnok. Tem 76,16 km² de área e sua população em 2019 foi estimada em 5.757 habitantes.